# Pedinorrhina septa
Pedinorrhina septa är en skalbaggsart som beskrevs av Edgar von Harold 1879. Pedinorrhina septa ingår i släktet Pedinorrhina och familjen Cetoniidae. Inga underarter finns listade i Catalogue of Life.

## Bildgalleri

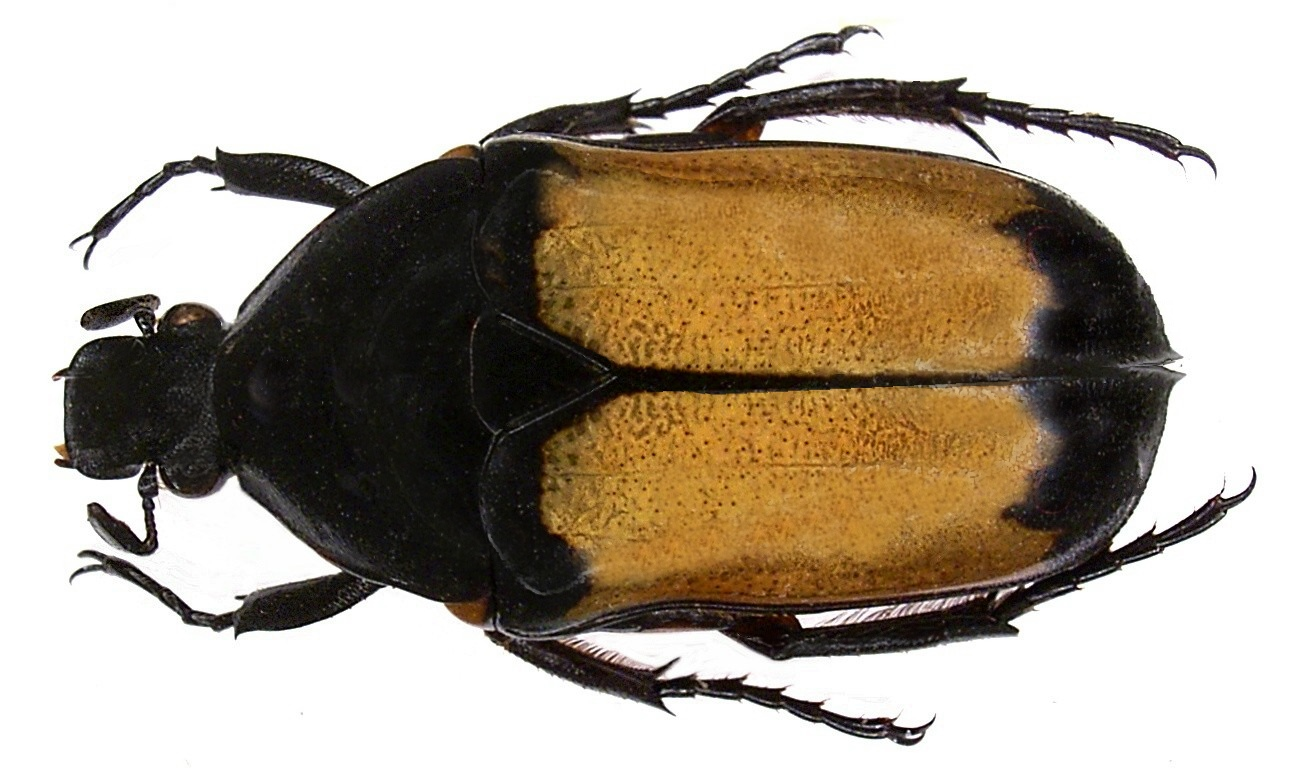